# Europarlamentari pentru Spania 1999-2004

## A
- Pedro Aparicio Sánchez (Partidul Socialiștilor Europeni)
- María Antonia Avilés Perea (Partidul Popular European)
- María del Pilar Ayuso González (Partidul Popular European)

## B
- Enrique Barón Crespo (Partidul Socialiștilor Europeni)
- Juan José Bayona de Perogordo (Partidul Popular European)
- Luis Berenguer Fuster (Partidul Socialiștilor Europeni)
- María Luisa Bergaz Conesa (European United Left/Nordic Green Left)

## C
- Felipe Camisón Asensio (Partidul Popular European)
- Carlos Carnero González (Partidul Socialiștilor Europeni)
- Alejandro Cercas (Partidul Socialiștilor Europeni)
- Carmen Cerdeira Morterero (Partidul Socialiștilor Europeni)
- Joan Colom i Naval (Partidul Socialiștilor Europeni)

## D
- Rosa M. Díez González (Partidul Socialiștilor Europeni)
- Bárbara Dührkop Dührkop (Partidul Socialiștilor Europeni)

## F
- Fernando Fernández Martín (Partidul Popular European)
- Juan Manuel Ferrández Lezaun (Grupul Verzilor - Alianța Liberă Europeană)
- Concepció Ferrer (Partidul Popular European)

## G
- Gerardo Galeote Quecedo (Partidul Popular European)
- José Manuel García-Margallo y Marfil (Partidul Popular European)
- Cristina García-Orcoyen Tormo (Partidul Popular European)
- Salvador Garriga Polledo (Partidul Popular European)
- Carles-Alfred Gasòliba i Böhm (Partidul European Liberal Democrat și Reformist)
- José María Gil-Robles Gil-Delgado (Partidul Popular European)
- Koldo Gorostiaga Atxalandabaso (Neafiliați)
- Cristina Gutiérrez-Cortines (Partidul Popular European)

## H
- Jorge Salvador Hernández Mollar (Partidul Popular European)
- María Esther Herranz García (Partidul Popular European)

## I
- Juan de Dios Izquierdo Collado (Partidul Socialiștilor Europeni)
- María Izquierdo Rojo (Partidul Socialiștilor Europeni)

## J
- Salvador Jové Peres (European United Left/Nordic Green Left)

## M
- Pedro Marset Campos (European United Left/Nordic Green Left)
- Miguel Angel Martínez Martínez (Partidul Socialiștilor Europeni)
- Miquel Mayol i Raynal (Grupul Verzilor - Alianța Liberă Europeană)
- Manuel Medina Ortega (Partidul Socialiștilor Europeni)
- íñigo Méndez de Vigo (Partidul Popular European)
- José María Mendiluce Pereiro (Partidul Socialiștilor Europeni)
- Emilio Menéndez del Valle (Partidul Socialiștilor Europeni)
- Rosa Miguélez Ramos (Partidul Socialiștilor Europeni)
- Ana Miranda de Lage (Partidul Socialiștilor Europeni)
- Enrique Monsonís Domingo (Partidul European Liberal Democrat și Reformist)

## N
- Juan Andrés Naranjo Escobar (Partidul Popular European)
- Camilo Nogueira Román (Grupul Verzilor - Alianța Liberă Europeană)

## O
- Raimon Obiols i Germà (Partidul Socialiștilor Europeni)
- Juan Ojeda Sanz (Partidul Popular European)
- Marcelino Oreja Arburúa (Partidul Popular European)
- Josu Ortuondo Larrea (Grupul Verzilor - Alianța Liberă Europeană)

## P
- Manuel Pérez Álvarez (Partidul Popular European)
- Fernando Pérez Royo (Partidul Socialiștilor Europeni)
- José Javier Pomés Ruiz (Partidul Popular European)
- Alonso José Puerta (European United Left/Nordic Green Left)

## R
- Encarnación Redondo jiménez (Partidul Popular European)
- Mónica Ridruejo (Partidul Popular European)
- Carlos Ripoll y Martínez de Bedoya (Partidul Popular European)
- María Rodríguez Ramos (Partidul Socialiștilor Europeni)

## S
- José Ignacio Salafranca Sánchez-Neyra (Partidul Popular European)
- Francisca Sauquillo Pérez del Arco (Partidul Socialiștilor Europeni)
- María Sornosa Martínez (Partidul Socialiștilor Europeni)

## T
- Anna Terrón i Cusí (Partidul Socialiștilor Europeni)

## V
- Jaime Valdivielso de Cué (Partidul Popular European)
- María Elena Valenciano Martínez-Orozco (Partidul Socialiștilor Europeni)
- Joan Vallvé (Partidul European Liberal Democrat și Reformist)
- Daniel Varela Suanzes-Carpegna (Partidul Popular European)
- Alejo Vidal-Quadras Roca (Partidul Popular European)